# Kenneth Sytsma
Kenneth J. Sytsma (1954) is een Amerikaanse botanicus.
In 1976 behaalde hij zijn BSc in de biologie aan Calvin College. In 1979 behaalde hij aan de Western Michigan University zijn M.A. in de plantkunde en de ecologie met de kwalificatie cum laude. In 1983 behaalde hij zijn Ph.D. aan de Washington University met het proefschrift Evolution and Biosystematics of the Lisianthius skinneri (Gentianaceae) species Complex in Central America. Een gedeelte van het onderzoek voor zijn proefschrift voerde hij uit bij de Missouri Botanical Garden.
Sinds 1985 is Sytsma werkzaam bij de University of Wisconsin. Vanaf 1994 is hij hoogleraar in de plantkunde aan de University of Wisconsin. Hij houdt zich bezig met onderzoek op de terreinen van moleculaire systematiek van planten (vooral Ericales, Myrtales, Onagraceae, Gentianaceae, Rapateaceae, Bromeliaceae en Lobeliaceae), evolutiebiologie en biogeografie van tropische plantenfamilies, classificatie van bedektzadigen, populatiebiologie en populatiegenetica van planten en de biologie van de bestuiving. Dit onderzoek voert hij uit in het laboratorium en door middel van veldwerk in gematigde en tropische streken.
Met behulp van AFLP's en andere methoden van DNA-fingerprinting onderzoekt Sytsma de genetische variatie en fylogeografie van bedreigde en invasieve soorten. Hij gebruikt moleculaire kenmerken voor onderzoek van de evolutie van plantengroepen die adaptieve radiatie hebben ondergaan. Voor dit onderzoek werkt hij onder meer samen met Thomas Givnish. Plantengroepen waar ze zich op richten betreffen Hawaïaanse Lobeliaceae, bromelia's op de tepui's van Venezuela en de plantenfamilies Myrtaceae en Melastomataceae.
Sytsma onderzoekt fylogenie door middel van traditionele en moleculaire methoden. Hierbij werkt hij onder meer samen met Peter Raven. Ze onderzoeken de fylogenie van de familie Onagraceae en de orde Myrtales waarbij ze gebruikmaken van morfologische, chemische, ecologische en cytologische gegevens. Ook onderzoekt Sytsma de relaties binnen de bedektzadigen, waarbij gebruik wordt gemaakt van traditionele en DNA-gegevens. Hij doet dit in het kader van de Angiosperm Phylogeny Group.
Samen met Givnish is Sytsma redacteur van het boek Molecular Evolution and Adaptive Radiation, dat in 1997 bij Cambridge University Pres verscheen. Sytsma is (mede)auteur van artikelen in wetenschappelijke tijdschriften als American Journal of Botany, Annals of Botany, Annals of the Missouri Botanical Garden, Botanical Journal of the Linnean Society, International Journal of Plant Sciences, Novon, Kew Bulletin, Nordic Journal of Botany, Philosophical Transactions of the Royal Society Series B, Proceedings of the National Academy of Sciences, Systematic Botany en Taxon. Hij is lid van de American Society of Plant Taxonomists, Botanical Society of America en de Society for the Study of Evolution. Hij werkt mee aan het online project Tree of Life. 
Volgens ISIHighlyCited.com behoort Sytsma tot de meest geciteerde wetenschappers op het gebied van de plant- en dierkunde. In 2001 kreeg hij de Alumni Achievement Award in de biologie van de Western Michigan University.